# Tinción de Wright
La tinción de Wright es un tipo de tinción usada en histología para facilitar la diferenciación de los tipos de células de la sangre. Se usa principalmente para teñir frotis de sangre y punciones medulares, para ser examinadas al microscopio. En citogenética se usa para teñir cromosomas, para facilitar el diagnóstico de síndromes y enfermedades.
Lleva el nombre James Homer Wright, su inventor, que la obtuvo modificando la tinción de Romanowsky, en 1902.
Debido a que ayuda a distinguir fácilmente las células de la sangre se convirtió en una técnica muy usada para el conteo de los glóbulos blancos, una técnica rutinaria usada cuando hay sospecha de infecciones.     

## Fundamento
La tinción de Wright es una tinción de tipo Romanowsky.
Una tinción de Romanowsky consiste en azul de metileno y sus productos de oxidación, así como eosina Y o eosina B.
La acción combinada de estos colorantes produce el efecto Romanowsky que da una coloración púrpura a los núcleos de los leucocitos y a los gránulos neutrofílicos y da color rosado a los eritrocitos. Los componentes de este efecto son el azul B y la eosina Y.
Las propiedades de tinción de Romanowsky dependen del enlace de los colorantes a las estructuras químicas y de las interacciones del azul B y la eosina Y. Los agrupamientos de ácidos nucleicos, las proteínas de los núcleos celulares y el citoplasma inmaduro reactivo, fijan el azul B, colorante básico.
La tinción de Wright cuyo colorante está compuesto de eosina (que tiñe de color azul las partes alcalinas de las células) y azul de metileno (que tiñe las partes ácidas) disueltos en metanol (que permite la fijación de las células), adicionando a la preparación buffer de fosfatos (que rehidrata a las células después de la exposición con metanol).
La eosina Y, colorante ácido, se fija a los agrupamientos básicos de las moléculas de hemoglobina y a las proteínas básicas.
- Glóbulos blancos teñidos con colorante de Wright:

|  |  |  |  |  |